# 大藍鷺

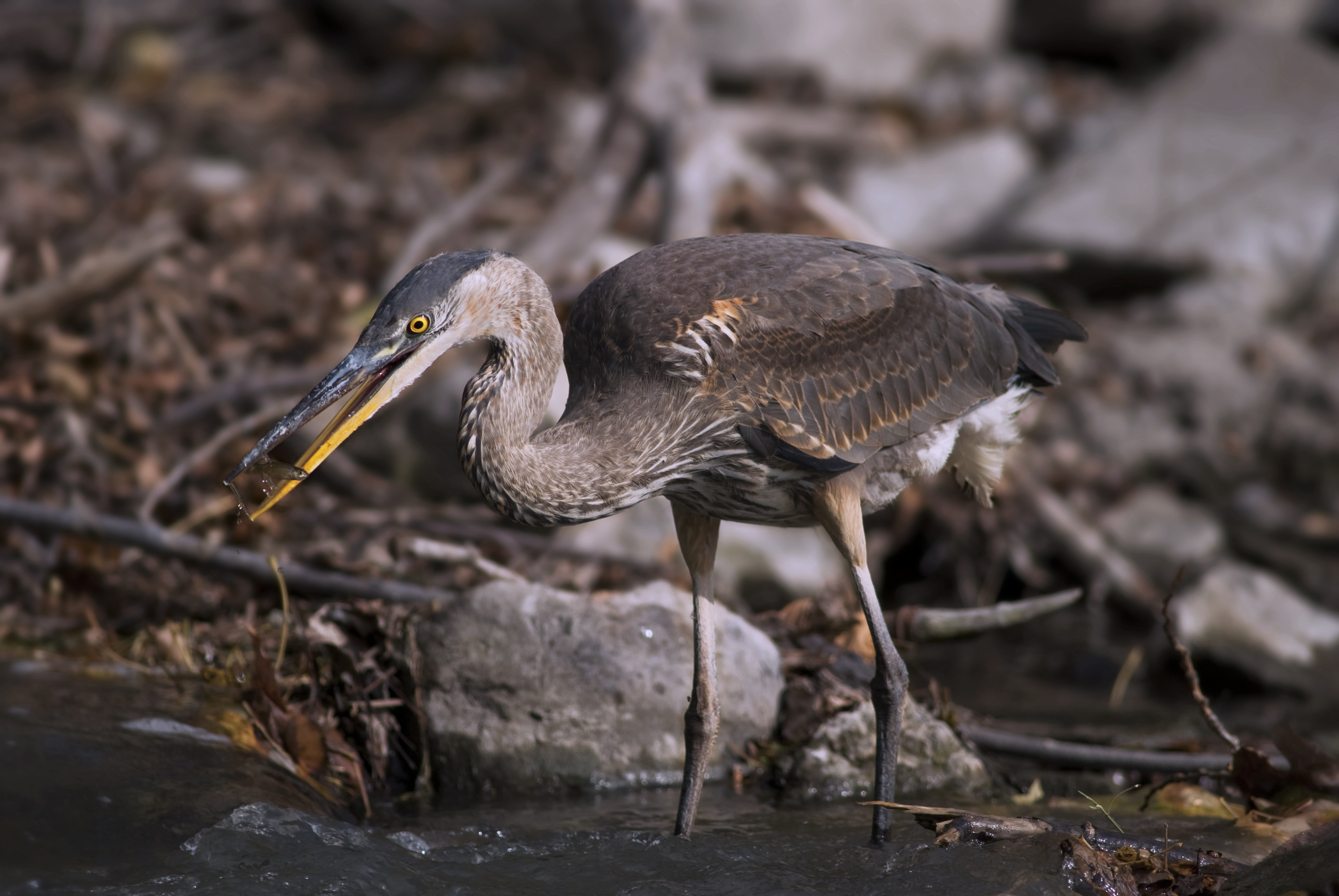
大蓝鹭

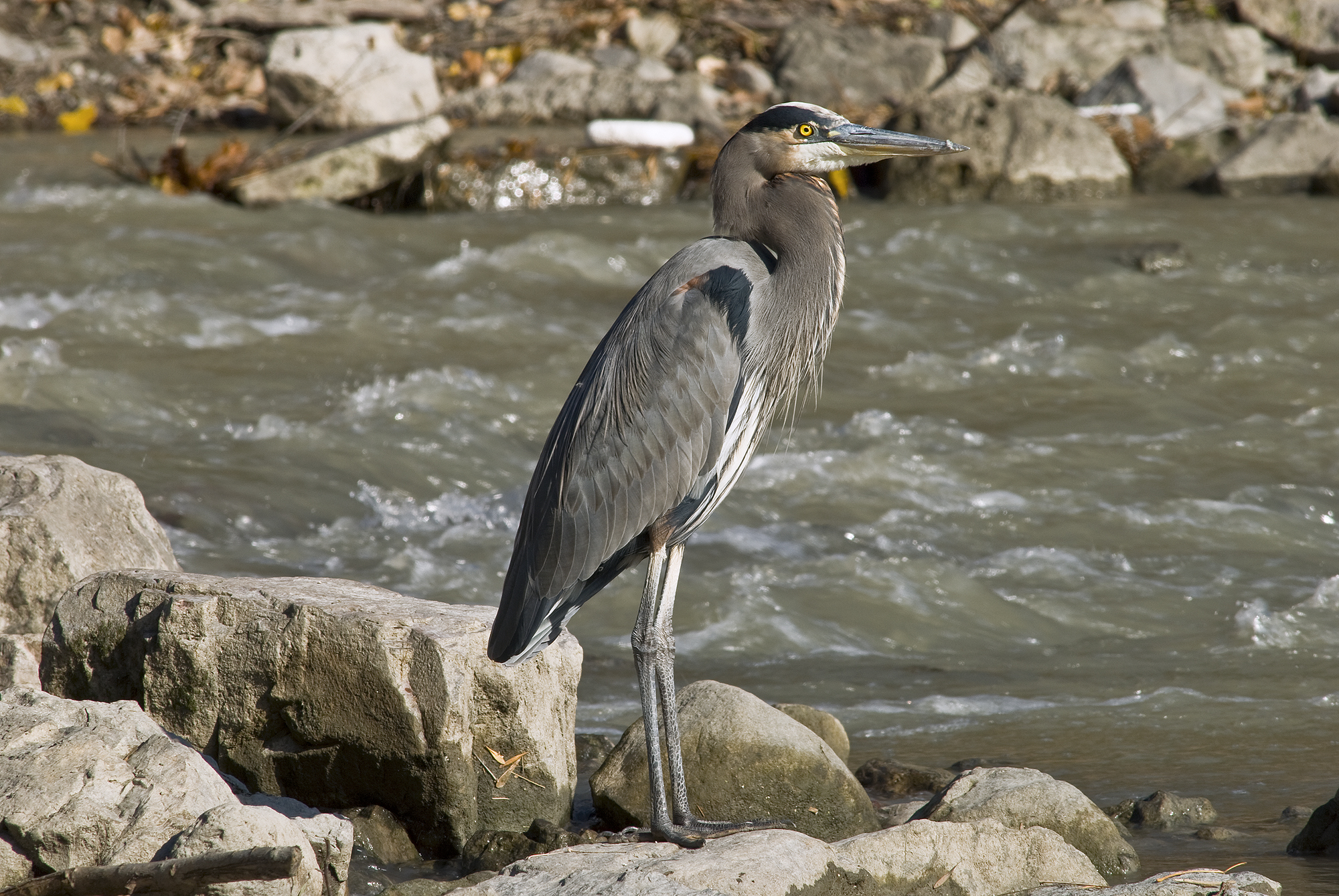
大蓝鹭

大藍鷺（学名：Ardea herodias）是鹈形目鷺科鷺屬的一種涉禽，常見於北美洲中美洲、西印度群島和加拉帕戈斯群島 （沙漠與高山地區除外），是北美洲最大的鷺，外型與旧大陆的近親苍鷺相似，但兩者腿部及脅腹顏色不同，前者體型亦較大。

## 生境
大藍鷺在北美洲大部分地方都可以看到，夏季時其分佈北至阿拉斯加以及加拿大南部各省；冬季時，其分佈向南伸展至佛羅里達、墨西哥、加勒比海，遠至南美洲西北部。其生境包括淡水和鹹水沼澤、紅樹林、洪積草原、湖畔和海岸，而如果該範圍內有能供捕魚的水體，亦能適應高度開發的環境。它們一般於水體傍的樹林或灌木築巢。

## 進食

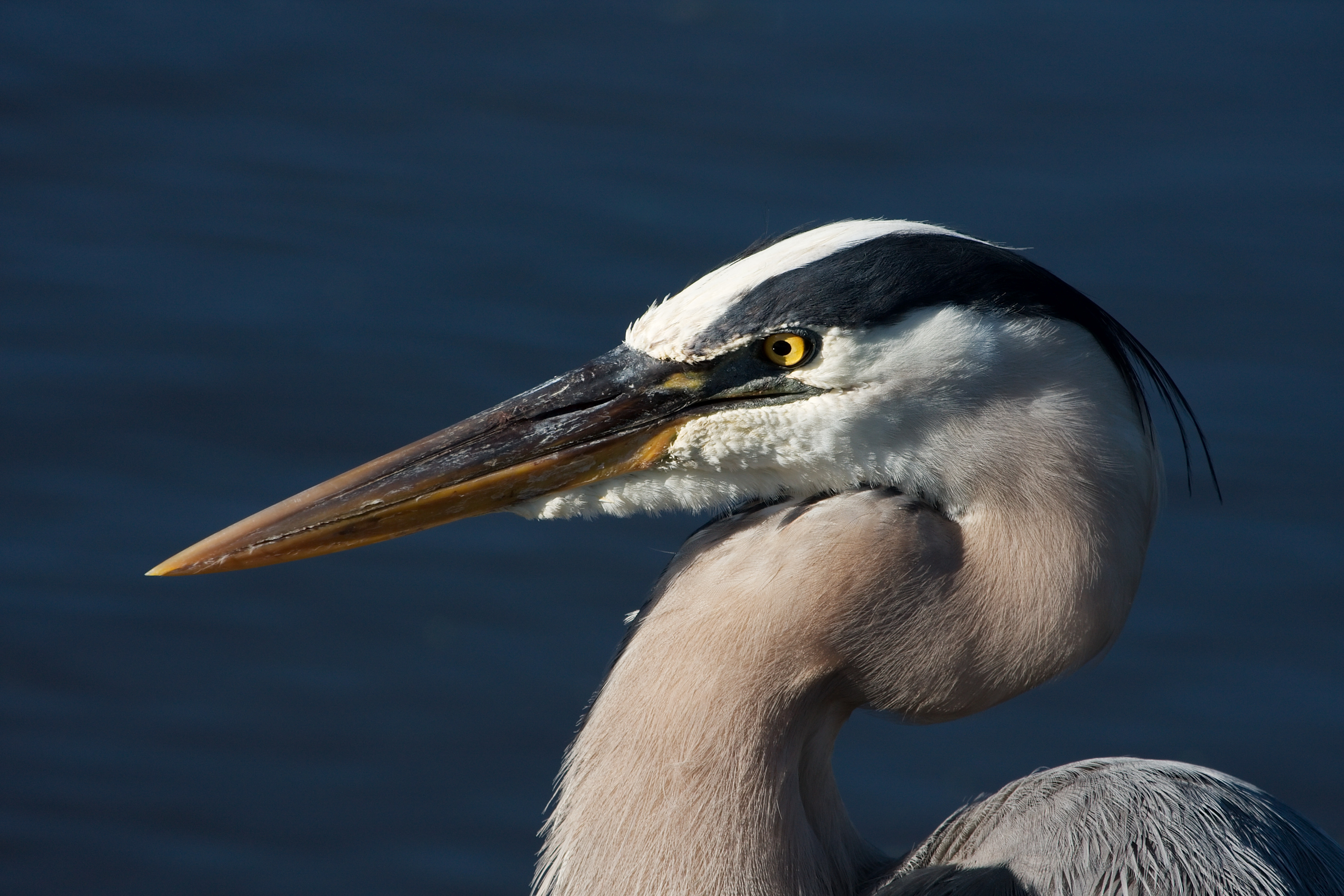
头部特写

大藍鷺可以在日間或晚上在淺水或水邊覓食，但更常見於黎明和黃昏這樣做。它們依靠視覺發現獵物，以長腳在水中涉足，用長而尖的喙刺穿魚或青蛙，然後整個吞嚥，甚至有攝影師捕捉到大藍鷺捕食年幼鱷魚的過程，有時因為獵物過大而被噎死。大藍鷺的其他食物包括昆蟲、蛇、龜、齧齒目和小鳥等。
大藍鷺不會集體覓食。他們通常站在水中尋找目標，但也會在地上或者自空中或棲木上躍下。由於體型較大，故可於其他鷺無法到達的深水區覓食。

## 繁殖
大藍鷺經常在湖泊或者濕地附近的樹上築巢，形成只含單一物種的聚落，但是有時候也會與屬於其他物種的鷺混居。這樣的群集英語稱為“heronry”。一個群集的大小約社5至500個巢之間，平均每個群集有150個巢。
大藍鷺的巢以粗壯的樹枝構成。雌鳥在巢中下三至六隻淺藍色的蛋，當中父母每年只會養大一隻雛鳥。如果鳥巢被棄或被毀，雌鳥會再下一巢蛋。人類干預對它們的繁殖，特別是築巢初期，有不良的影響。多次騷擾常導致父母遺棄巢中的蛋或雛鳥。
父母雙方負責哺育雛鳥的工作，由它們反芻食物。成鳥在喂哺期間消耗的食物是下蛋或孵蛋時的四倍。
鷺蛋需要28天時間孵化，每隻蛋孵化的時間與另一隻有數天的間隔。首生的雛鳥由於較豐富的進食經驗與對同胞更具侵略性，通常長得比其他雛鳥快。

## 遷移
洛磯山以東靠北的種群每年冬季會遷移到中美洲或者南美洲北部。美國南部和太平洋岸的種群則屬留鳥。
大藍鷺的叫聲是粗糙的呱呱聲。

## 類似種類
在佛羅里達州南部的鹹水水域有種稱為 「大白鷺」Great White Heron 的鳥，事實上是其大藍鷺的白體。而Wurdemann's Heron則為兩者之間－它們只有頭部呈白色。「大白鷺」與大白鷺類似，但後者體型較大，足黃色而非黑色。而紫鷺和蒼鷺體型比大藍鷺小，頭部和喙的顏色也有不同 （前兩者的頭部和喙沒有後者的白色和黃色）。

## 外部連結
- Great Blue Heron Information （页面存档备份，存于） - USGS Patuxent Bird Identification InfoCenter
- Great Blue Heron Information and Photos （页面存档备份，存于） - South Dakota Birds and Birding
- Great Blue Heron Species Account （页面存档备份，存于） - Cornell Lab of Ornithology
- 大蓝鹭捕鱼 （页面存档备份，存于）

1. ↑  BirdLife International. . The IUCN Red List of Threatened Species 2016.   [1 October 2016]. 数据库資料包含說明此物種被編入無危級別的原因